# Metaniphargus bullipes
Metaniphargus bullipes is een vlokreeftensoort uit de familie van de Hadziidae. De wetenschappelijke naam van de soort is voor het eerst geldig gepubliceerd in 1980 door Stock.